# Monument de l'Indépendance (Turkménistan)
Pour les articles homonymes, voir Monument de l'Indépendance.
Le monument de l'Indépendance (officiellement monument de l'Indépendance et de la Paix) est un ensemble architectural commémorant l'émancipation du Turkménistan de l'Union des républiques socialistes soviétiques et la proclamation officielle de son indépendance (27 octobre 1991). 
Érigé sur l'ordre du président Saparmyrat Nyýazow, il participe au grand plan de rénovation urbaine entamé durant son régime. Haut de 118 mètres, il est le monument le plus élevé d'Achgabat, la capitale du pays.

## Description
Cet ensemble imposant tire parti du relief pour accroître sa monumentalité. Établi sur une hauteur, il est précédé par une fontaine où trône une statue en bronze plaqué or du président Nyýazow, gardée en permanence par une sentinelle de deux militaires. 
Une promenade conduit au sommet de la butte où est construit le monument, qui s'inspire des tentes traditionnelles (yourtes) des nomades d'Asie centrale. 
Le bâtiment est constitué d'un vaste hall, dominé par une tour haute de 118 mètres, nombre symbolique correspondant à l'addition des nombres 27 (jour de l'indépendance) et 91 (année de l'indépendance). 
La partie supérieure de celle-ci accueille une plateforme d'observation panoramique d'un diamètre de 10 mètres et se prolonge par une flèche tronquée portant un croissant entouré de cinq étoiles, symbole des cinq principales tribus du pays. La base de la tour est ornée d'un aigle à cinq têtes qui correspondent aux armes de la république. 
Dans le hall, une exposition permanente présente les principaux événements de l'histoire du Turkménistan, ainsi que des œuvres d'art témoignant de la culture nationale. 
L'ensemble du monument s'étend sur 84 500 mètres carrés, comprenant également des jardins paysagers regroupant compositions florales et arbustives, fontaines et statues des grands personnages de l'histoire turkmène.